# Constant Sonneville
Pour les articles homonymes, voir Sonneville (homonymie).
Constant Sonneville né à Bailleul (France), le 15 mai 1849 et décédé le 30 mars 1929 (enterré à Tournai au cimetière du Sud), est un architecte qui commencera sa carrière en tant que Français et la terminera sous la nationalité belge.
Il fut membre de la Commission royale des Monuments et des Sites.

## Sa formation
Il aura une formation qui fait un peu penser à celle des maîtres d'œuvre du Moyen Âge. Il entra d'abord fort jeune en apprentissage auprès d'un maître menuisier de sa ville natale, tout en se perfectionnant le soir à l'art du trait à l'Académie de la ville. Devenu compagnon, il se forma à Lille dans un atelier de sculpture dès l'âge de dix-sept ans, en se perfectionnant également à l'Académie.
Il devint un maître accompli dans la pratique et la théorie de son art pour lequel il obtint le premier grand prix d'architecture.
Entré dans les bureaux de l'architecte Eugène Carpentier à Beloeil, il se fixa définitivement en Belgique. Après la mort de ce maître en 1886, il s'établit à Tournai comme maître lui-même et devint un des plus importants constructeurs de cette ville.

## Le constructeur d'églises
La population belge en augmentation sans cesse croissante, de nouvelles églises étaient nécessaires pour répondre au besoin spirituel grandissant et Constant Sonneville fut appelé à en construire de nombreuses dans des lieux industriels tels que charbonnages, tréfileries et carrières.
- 1892 : l'église du Sacré Cœur d'Ecaussines, de style néo-roman en briques et calcaire taillé
- 1894 : la restauration de la cathédrale de Tournai et plans du dégagement
- 1896 : l'église Saint-Antoine de Padoue à La Louvière, de style néo-gothique construite à l'occasion du septième centenaire de la naissance en 1195 de Saint-Antoine de Padoue
- 1905 : l’église Sainte-Barbe du Bois-du-Luc

## Édifices civils
- 1896 : le monument aux Français, venus à l'aide des Belges en 1832 lors de la guerre belgo-hollandaise, place de Lille à Tournai, avec Daret et sculptures de Debert, élève des Beaux-Arts de Paris et apparenté à Sonneville; inauguré en 1897
- 1900 : maison Dunderlingen à Tournai, avec ornement de sgraffites (marguerites) par Gabriel Van Dievoet.
- 1901 : maison à Tournai, rue de l'Athénée, propriété de Sonneville, avec décor en sgraffito par  Gabriel Van Dievoet.